# Dahšur
Dahšur (egipčansko arabsko دهشور‎, Dahšūr) je kraljevska nekropola v puščavi na zahodnem bregu Nila približno 40 km južno od Kaira. Znan je predvsem po več piramidah. Dve od njih spadata med najstarejše, največje in najbolj ohranjene egipčanske piramide, zgrajene od 2613 do 2589 pr. n. št.

## Piramide
Gradnja dahšurskih piramid je bila za Egipčane izjemno pomembna izkušnja. Pomenila je prehod od stopničastih h gladkim piramidam, ki je dosegel vrh z Veliko piramido v Gizi, enim od Sedmih čudes starega veka.
Prva od dahšurskih piramid je bila Zlomljena pramida (2613–2589 pr. n. št), zgrajena pod faraonom Sneferujem. Bila je prvi poskus gradnje gladkih piramid, ki se je zaradi napačnih izračunov njene mase in zato prevelike obremenitve mehkih tal (pesek, grušč, glina) končal neupešno. Za napačno se je izkazala tudi oblika kamnitih blokov, zaradi katere je bila njihova teža po postavitvi na piramido neenakomerno razporejena. Med gradnjo so morali naklon stranic piramide zmanjšati, kar ji je dalo značilno zlomljeno obliko.
Pri gradnji druge dahšurske piramide – Rdeče piramide, so arhitekti upoštevali izkušnje in napake, ki so jih naredili med gradnjo Zlomljene piramide. Rdeča piramida je bila prva uspešno zgrajena prosto stoječa gladka piramida. Visoka je bila 104 m, naklon stranic pa je meril 43º.  Ime je dobila po barvi apnenca, iz katerega je bilo zgrajeno njeno jedro. Oblogo iz belega apnenca so namreč  pokradli in uporabili za druge gradnje. Zanjo se domneva, da je v njej grobnica faraona Sneferuja.
Kmalu po Sneferujevi smrti je tretjo piramido zgradi njegov sin Kufu (Keops). Kufu je za oblikovanje piramide in vodenje gradnje uporabil vse očetove raziskave. Za njeno gradnjo je potreboval 23 let (2589-2566 pr. n. št.).  Velika piramida v Gizi je visoka 147 m. Naklon stranic je približno 52º.
Kasneje je v Dahšurju piramido zgradil tudi faraon Amenemhet II. (1929–1895 pr. n. št.)  iz Dvanajste dinastije. Njegova Bela piramida ni tako dobro ohranjena kot druge, ker je bilo njeno jedro zasuto s peskom. Narava in vreme sta pesek izprala,  kamnite bloke pa so uporabili za gradnjo novh piramid.
V Dahšuru je piramido zgradil tudi faraon Senusret III. (1878–1839 pr. n. št.). Njegova piramida se od drugih v Dahšurju razlikuje po tem, da so razen njegove grobnice in galerije v njej tudi grobnici  princes Sit Hator in Merit. 
Črna piramida iz pozne vladavine faraona Amenemheta III., je močno erodirana, a je kljub temu najpomembnejši spomenik za dvema Sneferujevima piramidama. Poliran granitni vršni kamen piramide (piramidion)  je na ogled v glavni dvorani Egipčanskega  muzeja v Kairu.
V Dahšurju je tudi več piramid iz Trinajste dinastije. Izkopana je samo  piramida Amenija Kemaua.

## Grobnice in pokopališča
Dahšur je bil egipčanska kraljevska nekropola iz obdobja faraona Amenemheta II. iz Dvanajste dinastije. V bližini piramide so odkrili številne neoskrunjene grobnice žensk iz kraljeve družine, v katerih je bilo veliko dragega kamenja in zelo kakovostno obdelanega nakita. 
Piramida Senusreta (Sesostrisa) III. je bila del velikega kompleksa  z več manjšimi piramidami dvornih dam  in še ene piramide na jugu. V galeriji grobnice tik ob piramidi so našli dva zaklada  kraljevih hčera (Sithathor). Okoli piramid v Dahšurju so odkrili obsežne pokopališča uradnikov Starega in Srednjega kraljestva.

## Podnebje
Dahšur ima vroče puščavsko podnebje, po Köppen-Geigerjevi klasifikaciji podnebij označeno z BWh.
| Podnebni podatki za Dahšur      | Podnebni podatki za Dahšur | Podnebni podatki za Dahšur | Podnebni podatki za Dahšur | Podnebni podatki za Dahšur | Podnebni podatki za Dahšur | Podnebni podatki za Dahšur | Podnebni podatki za Dahšur | Podnebni podatki za Dahšur | Podnebni podatki za Dahšur | Podnebni podatki za Dahšur | Podnebni podatki za Dahšur | Podnebni podatki za Dahšur | Podnebni podatki za Dahšur |
| Mesec                           | Jan                        | Feb                        | Mar                        | Apr                        | Maj                        | Jun                        | Jul                        | Avg                        | Sep                        | Okt                        | Nov                        | Dec                        | Letno                      |
| ------------------------------- | -------------------------- | -------------------------- | -------------------------- | -------------------------- | -------------------------- | -------------------------- | -------------------------- | -------------------------- | -------------------------- | -------------------------- | -------------------------- | -------------------------- | -------------------------- |
| Povprečna visoka temperatura °C | 19.7                       | 21.3                       | 24.7                       | 29.3                       | 33.5                       | 35.6                       | 36                         | 35.6                       | 33.2                       | 31                         | 26.2                       | 21.5                       | 29.0                       |
| Povprečna dnevna temperatura °C | 13.6                       | 14.6                       | 17.7                       | 21.3                       | 25.3                       | 27.8                       | 28.7                       | 28.6                       | 26.5                       | 24.3                       | 20                         | 15.5                       | 22.0                       |
| Povprečna nizka temperatura °C  | 7.5                        | 8                          | 10.7                       | 13.4                       | 17.2                       | 20                         | 21.4                       | 21.6                       | 19.8                       | 17.7                       | 13.9                       | 9.5                        | 15.1                       |
| Povprečna količina padavin mm   | 3                          | 2                          | 2                          | 1                          | 0                          | 0                          | 0                          | 0                          | 0                          | 0                          | 2                          | 4                          | 14                         |
| Vir: Climate-Data.org           |                            |                            |                            |                            |                            |                            |                            |                            |                            |                            |                            |                            |                            |